# Вејмарт (Пенсилванија)
Вејмарт (енгл. Waymart) град је у америчкој савезној држави Пенсилванија.

## Демографија
По попису из 2010. године број становника је 1.341, што је 88 (-6,2%) становника мање него 2000. године.
| Група             | 2000.         | 2010.         |
| Белци             | 1.395 (97,6%) | 1.285 (95,8%) |
| Афроамериканци    | 7 (0,5%)      | 4 (0,3%)      |
| Азијати           | 0 (0,0%)      | 2 (0,1%)      |
| Хиспаноамериканци | 17 (1,2%)     | 30 (2,2%)     |
| Укупно            | 1.429         | 1.341         |